# Karate Kid II
Karate Kid II (în engleză The Karate Kid Part II) este un film american cu arte marțiale din 1986 regizat de John G. Avildsen. Este continuarea filmului Karate Kid din 1984 și al doilea film din seria de filme Karate Kid.